# سرخس حرشفي دريقي
سرخس حرشفي دريقي (الاسم العلمي: Polypodium aspidiolepis) هو نوع نباتي يتبع جنس السرخس من فصيلة السرخسية.